# Iosif Csapó
Iosif Csapó (n. 8 mai 1938, Târgu Secuiesc) este un om politic maghiar din România, deputat de Bihor din partea UDMR în legislatura 1990-1992 și senator de Bihor, ales din partea UDMR în legislaturile 1992-1996 și 1996-2000. În legislatura 1990-1992, Iosif Csapó a fost membru în grupurile parlamentare de prietenie cu Australia și Regatul Unit al Marii Britanii și Irlandei de Nord iar în legislatura 1996-2000 a fost membru în grupurile parlamentare de prietenie cu Republica Orientală  a Uruguayului și Republica Austria. Iosif Csapó a inițiat 4 propuneri legislative în legislatura 1996-2000 din care numai una a fost promulgată ca lege. În legislatura 1990-1992, Iosif Csapó a fost membru în comisia pentru agricultură, silvicultură, industrie alimentară și servicii pentru agricultură. În legislatura 1992-1996, Iosif Csapó a fost membru în comisia pentru buget, finanțe, activitate bancară și piață de capital (din noi. 1993) și în comisia pentru agricultură, silvicultură și dezvoltare rurală. În legislatura 1996-2000, Iosif Csapó a fost membru în comisia pentru buget, finanțe, activitate bancară și piață de capital (din sep. 1998), în comisia pentru sănătate publică (din sep. 1999), în comisia pentru agricultură, silvicultură și dezvoltare rurală (până în sep. 1999) și în comisia pentru sănătate publică (apr. 1997 - sep. 1998).
József (Iosif) Csapó este fiul agronomului și botanistului timișorean es:József Csapó (1911-1979).
În perioada 2003-2006, József (Iosif) Csapó a fost președintele Consiliului Național Secuiesc.